# Pavića gradina
Gradina - Pavića gradina je arheološko nalazište u Dragljanima.

## Opis
Gradina - Pavića gradina nalazi se SZ od zaseoka Podgradina, Dragljani. Na uzvišenju Gradina (421 m) nalazi se prapovijesna gradina smještena na strateškom položaju koji je omogućavao kontrolu okolnih putova i manjih krških dolina. Plato gradine je oko 40x29 m., okružen je s J, Z i I strane bedemom širine oko 8-10 m. i dužine oko 80-100 m. S J strane gradine nalazi se 5 prapovijesnih gomila. Najveća gomila promjera je oko 40 m. i visine oko 5 m. Po gomili je vidljivo 10-ak grobova, najvjerojatnije srednjovjekovnih. Ovakvi grobovi vidljivi su na još 3 gomile. Oko 250 m. prema SZ, na položaju Pavića gradina nalazi se još jedna gomila, promjera oko 30 m. i visine oko 4 m. Prapovijesne gomile su u uskoj vezi sa životom na gradini te ih možemo datirati u brončano i željezno doba, od 2000. g. pr. Kr. do 1500. g. pr. Kr.

## Zaštita
Pod oznakom Z-6716 zavedena je kao nepokretno kulturno dobro - pojedinačno, pravna statusa zaštićena kulturnog dobra, klasificirano kao "arheološka baština".